# Virgil Griffith
Virgil Griffith (né le 6 mars 1983 à Birmingham (Alabama), également connu sous le pseudo Romanpoet, est un hacker américain, connu pour son implication en 2003 dans un procès avec l'éditeur américain de logiciel Blackboard, dont il menaçait d'exposer publiquement les lacunes de son système. 
Il a gagné une renommée internationale en 2007 en créant Wikiscanner, un scanner pour Wikipédia, permettant d'analyser les éditions d'IP anonymes. 
En 2008, il travaille avec Aaron Swartz  sur Tor2web (en), un proxy http pour des services cachés Tor.
Le 28 novembre 2019, Virgil Griffith est arrêté par le FBI. Il est accusé d'avoir transmis des informations de nature technique à la Corée du Nord pouvant être utilisées pour éviter les sanctions contre celle-ci lors d'une conférence en Corée du Nord. Lors de cette conférence Griffith a donné une présentation intitulée « Blockchain et paix ». Il est accusé par le gouvernement américain d'avoir fait une conférence sur l'utilisation des blockchain pour prendre de l'indépendance avec le système bancaire internationale (SWIFT, contrôlé unilatéralement par les États-Unis[réf. nécessaire]) et faciliter les échanges entre les deux parties de la Corée divisée.
Il a été arrêté en 2019 à l'aéroport de Los Angeles, tandis-qu'il cherchait à renoncer à sa citoyenneté américaine. Il est réapparu novembre 2019 devant un tribunal à Los Angeles et a été inculpé de « conspiration avec la Corée du Nord depuis 2018 ».
Il a été condamné le 12 avril 2022 à New York à cinq ans et 3 mois de prison pour avoir fourni des conseils financiers à la Corée du Nord afin qu'elle échappe aux sanctions internationales. Il a plaidé « coupable » devant la justice fédérale américaine afin de réduire sa peine encourue qui aurait pu être de 20 années de réclusion criminelle.

## Le WikiScanner
Pour un article plus général, voir WikiScanner.
Le 14 août 2007, Wired annonce la sortie de ce scanner, qui permet de déterminer les adresses IP des contributeurs et surtout d'identifier à quelles entreprises elles appartiennent.
Ainsi un certain nombre de sociétés et de personnalités manipuleraient les articles les concernant,.
D'après la BBC, des contributions anonymes sur le Parti démocrate, la CIA, le Vatican et la firme de machines à voter électroniques, Diebold auraient été faites à partir d'ordinateurs situés dans l'enceinte de ces différentes organisations ou sociétés.
Des adresses IP associées à la CIA auraient ainsi modifié le titre de l'article « armée d’occupation » par « armée de libération » concernant l'occupation par l'armée américaine de l'Irak ou ajouté un commentaire sur la page du président iranien Mahmoud Ahmadinejad.
En 2014, Virgil Griffith a obtenu son doctorat à l'institut de technologie en Californie sous la direction de Christof Koch, portant sa thèse dans le calcul et les systèmes neuronaux. Il est chercheur scientifique à la Fondation Fondation Ethereum depuis 2016.  Au moment de son arrestation en 2019, Virgil Griffith résidait à Singapour.

## Publications
- Virgil Griffith, Markus Jakobsson, 2005. Messin' with Texas: Deriving Mother's Maiden Names Using Public Records,
- Virgil Griffith, Larry Yaeger, 2005, MIT Press. Ideal Free Distribution in Agents with Evolved Neural Architectures. A-Life 10 Conference
- Virgil Griffith est référencé comme l'un des contributeurs (sous "Virgil G") dans The Mammoth Book of Secret Codes and Cryptograms, 2006,  (ISBN 0-7867-1726-2)[7]
- Deux articles dans Phishing and Counter-Measures: Understanding the Increasing Problem of Electronic Identity Theft,  (ISBN 0-471-78245-9)